# Tony Yang
Tony Yang (chinois traditionnel : 楊祐寧 ; pinyin : Yáng Yòuníng ; Wade : Yeung Yau Ning) est un acteur taïwanais. 

## Biographie
Tony Yang, de son nom de naissance Yang Youning est né le 30 août 1982 à Taipei.

## Filmographie

### Films
- 2004 : L'Été de mes 17 ans de Yin-jung Chen
- 2010 : Au revoir Taipei de Arvin Chen
- 2013 : David Loman (en) de Chiu Li-kwan
- 2013 : Zone Pro Site (en) de  Chen Yu-hsun
- 2014 : The Crossing de John Woo
- 2015 : Where the wind settles de Wang Toon
- 2015 : Chasseur de monstres 2 de Raman Hui
- 2016 : Cold War 2 de Longman Leung et Sunny Luk
- 2017 : The Adventurers de Stephen Fung
- 2021 : Dynasty Warriors de Roy Chow (zh)
  - Plurality (複身犯): 193
  - Anita (梅艷芳): Benjamin Lam

### Séries
- 2001: My Fair Girl: 100% Girl (百分百女孩) : Da Zhi
- 2002: Ugly Girl Transformation (醜女大翻身): Shou Hwa